# ثائر جسام
ثائر جسام هو مدرب عراقي درب العديد من الأندية في مسيرته.

## حياته ونشأته
- الاسم:- ثائر جسام
- الحالة الاجتماعية:- متزوج
- الشهادات:- بكالوريوس تربية رياضية من جامعة بغداد منذ عام 1986.
- عمل في مجال التدريب منذ عام 1989.
- الفرق التي لعب معها كلاعب كرة قدم الصناعة والزوراء والمنتخب الوطني العراقي وبعد ذلك اتجه للتدريب بعد تعرضه للإصابة.
- الاندية التي قام بتدريبها الصناعة والزوراء والكرخ واهلي صنعاء، ومنتخب الشباب العراقي ومنتخب الأولمبي والمنتخب العراقي الأول وفي الأردن درب فرق الرمثا والبقعة وشباب الحسين والوحدات واليرموك والفيصلي.

إضافة إلى نادي الفجيرة الإماراتي.

## أهم الإنجازات
- بطولة مرديكا عام 1996.
- الترشح إلى دورة اتلاتنا الالومبية عام 1996.
- الصعود لنهائيات آسيا للشباب.
- بطولة الدوري الأردني مع الوحدات
- المركز الثاني مع نادي اهلي صنعاء بعد أن كان في المركز الثامن.
- بطولة الدرع مع اليرموك.
- المركز الثاني في بطولة اللاذقية مع اليرموك.
- بطولة درع الاتحاد الأردني مع الفيصلي.
- بطولة تشرين العربية مع الفيصلي.

## عمله الآن
يعمل ثائر جسام مدربأ لنادي الفيصلي الأردني